# Важка 24-см гармата (Австро-Угорщина)
Важка 24-см гармата М16 (нім. 24 cm Kanone M.16) вироблялась з 1916 на заводах компанії «Шкода» в місті Пльзень. Застосовувалась арміями Австро-Угорщини в час 1-ї світової війни, Чехословаччини у міжвоєнний період, як трофейні з березня 1938 Вермахтом в час 2-ї світової війни у французькій кампанії, згодом як гармати оборони узбережжя на Атлантичному валі.
Вісім виготовлених гармат встановлювали на лафеті 30,5 см гаубиці. Ствол довжиною 9,6 м витримував 1000 пострілів. Розібрану гармату перевозили на автопоїзді С-Zug.